# Herne (Kent)
Pour les articles homonymes, voir Herne.

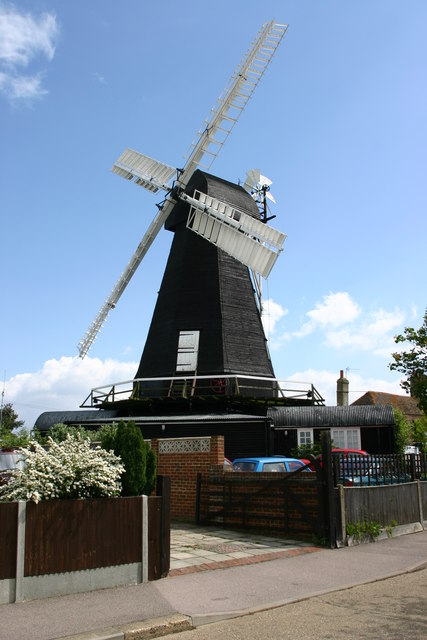
Moulin au vent (musée)

Herne est un village, situé dans le Civil parish de Herne and Broomfield, à proximité de Herne Bay dans le Kent,au sud-est de l'Angleterre.

## Population
Herne a une population de 7325 habitants (recensement de 2001)

## Alentours
Le hameau de Bullockstone est à environ deux kilomètres à l'ouest.

## Bâtiments
Il y a deux grands pubs, le Red lion et le Smugglers et l'un des plus petits pubs d'Angleterre.